# Ulrich Langenmantel vom Sparren

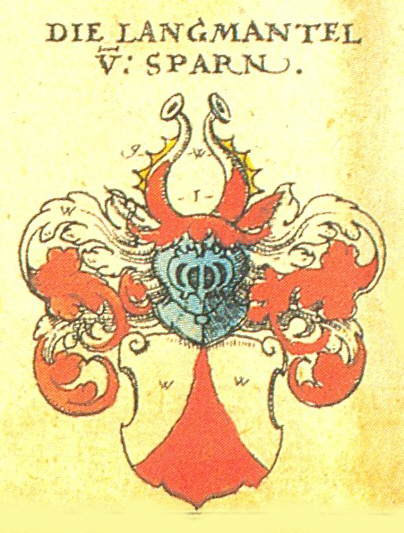
Wappen der Langenmantel vom Sparren

Ulrich Langenmantel vom Sparren (* um 1500 in Augsburg; † 1570) war ein Augsburger Patrizier aus dem Geschlecht der Langenmantel  vom  Sparren, Jurist, Geheimrat und Hofmeister des minderjährigen Markgrafen Philibert von Baden.

## Herkunft
Er wurde geboren als Sohn des Augsburger Bürgermeisters (Stadtpfleger) Georg Langenmantel vom Sparren († 1521) und seiner Frau Anna geb. Ilsung. Der Vater war sehr geschätzt bei Kaiser Maximilian, dem er auch mit seinen Augsburger Reitern im Krieg gegen Venedig diente. Er reiste 1520 mit Konrad Peutinger nach Brügge, um den neuen König Karl V. im Namen der Stadt zu begrüßen.
Ulrichs Bruder Sigmund Langenmantel († 1545) amtierte als Landrichter und herzoglicher Pfleger in Kelheim, wo sich sein Epitaph in der Pfarrkirche Mariä Himmelfahrt erhalten hat.
Christoph Langenmantel (1488–1538), ein weiterer Bruder, war Freisinger Domherr und Erzieher des jugendlichen Herzogs Albrecht V. von Bayern. Außerdem hatte er 1518 Martin Luther in Augsburg zur Flucht verholfen.
Die Schwester Maria Langenmantel war Benediktinerin im Kloster Holzen und amtierte zwischen 1538 und 1553 als Äbtissin (Meisterin). Sie wird in den Annalen als „sehr tüchtig“ beschrieben.
Charitas Langenmantel, eine andere Schwester, amtierte 1544 als Äbtissin von Kloster Marienstein und nahm dort die von Pfalzgraf Ottheinrich vertriebenen Benediktinerinnen aus dem Kloster Bergen bei Neuburg an der Donau auf.
Onkel der Geschwister (Bruder des Vaters) war der langjährige Augsburger Bürgermeister und Ritter vom güldenen Sporn, Johann IX. Langenmantel vom Sparren († 1505); Ulrich Langenmantel 1437–1473 Stiftspropst zu Völkermarkt in Kärnten und Begründer der ersten Augsburger Studienstiftung, ein Großonkel.

## Leben und Wirken
Ulrich Langenmantel studierte die Rechte und erwarb den Grad eines Juris Utriusque Doctor. 1531 besuchte er zusammen mit Viglius Zuichemus, dessen Freund er auch später blieb, die Universität Padua.
Als nach 1537, auf Beschluss des Reichskammergerichtes, für den minderjährigen lutherischen Markgrafen Philibert von Baden-Baden, ein Vormundschaftsrat bzw. eine Vormundschaftsregierung aus Katholiken und Protestanten gebildet wurde, bestimmte ihn Herzog Wilhelm IV. zu einem der katholischen Vertreter Bayerns in diesem Gremium. Der zweite bayerische Rat und gleichzeitige Regierungskanzler war Hans von Sandizell. Auch Baden-Durlach, Pfalz-Simmern und Graf Wilhelm IV. von Eberstein entsandten Vertreter in den Vormundschaftsrat, u. a. den elsässischen Statthalter Heinrich von Fleckenstein, Johann Jacob Varnbüler (1510–1568), der Sohn des Ulrich Varnbüler und Hieronymus Vehus († 1544).
Der Historiker Wilhelm Muschka nennt Ulrich Langenmantel „die  beherrschende Figur im Rätekollegium“ und führt aus: „Tüchtig, redegewandt und des Französischen mächtig, erfreute er sich allseitiger Wertschätzung“. 1541 erließ er eine von ihm unterzeichnete Schulordnung für die Markgrafschaft. Als Philibert 1553 für drei Jahre an den bayerischen Hof nach München ging, reiste er in Begleitung Ulrich Langenmantels, der in dieser Zeit auch sein Hofmeister wurde. Dies war ein ausdrücklicher Wunsch von Herzog Albrecht V., da Langenmantel Philiberts „Sitten und Wesen“ am besten kenne. Der Mitvormund Pfalzgraf Johann II. von Pfalz-Simmern bedauerte es, da er den zuverlässigen Rat gerne weiter in der Regierung zu Baden-Baden gehabt hätte.
1554 fungierte Ulrich Langenmantel als Gesandter des Bayerischen Reichskreises auf dem Reichskreis-Tag in Frankfurt am Main. 1555 erhielt er von Kaiser Karl V. einen neuen Adelsbrief unter Bestätigung seines alten Adels und er gewährte ihm sein Familienwappen, unter Hinzufügung des Wappens der ausgestorbenen Patrizierfamilie Stolzhirsch, zu vermehren sowie das Schild zu vierteln. Außerdem verlieh man ihm als badisches Lehen die Hälfte von Schloss Tiefenau bei Sinzheim.
Ulrich Langenmantel vertrat die Markgrafschaft Baden-Baden 1568 bei der Münchner Hochzeit des bayerischen Thronfolgers Wilhelm V. und seiner Gattin Renata von Lothringen.
1569, nach dem Tod Markgraf Philiberts, avancierte Langenmantel kurzzeitig zum Statthalter (Regierungschef) des Landes Baden-Baden. Für Philiberts Erbsohn Philipp II. wurde erneut eine Vormundschaftsregierung gebildet, der Langenmantel bis zu seinem Tod, 1570, angehörte. Durch geschicktes und schnelles Vorgehen gelang es ihm die anderen Vormundschaftsanwärter auszuschalten. Der neue Vormundschaftsrat bestand nur aus katholischen Bayern, worauf die Markgrafschaft Baden-Baden völlig rekatholisiert wurde.

## Familie
Ulrich Langenmantel war verheiratet mit Anna geb. Meuting.
Sie hatten den Sohn Hartmann Langenmantel vom Sparren, welcher 1569 der einzige katholische Vogt in der Markgrafschaft Baden-Baden war. 1571 wurde er auf Bitten der Vormundschaftsregierung zudem Amtmann der Hauptstadt Baden-Baden. Außerdem ging aus der Ehe Georg Langenmantel vom Sparren († 1572) hervor, badischer Rat und Oberjägermeister. Er ruht in der Stiftskirche Baden-Baden und erhielt dort ein schönes Epitaph. Der Sohn Hartmann scheint um 1578 gestorben zu sein, da am 15. Juni dieses Jahres der Langenmantelsche Anteil an Schloss Tiefenau, wegen Aussterbens der Familie, an den Inhaber der anderen Schlosshälfte fiel.